# القهوة السوداء (فلم)
القهوة السوداء (بالإنجليزية: Black Coffee) هو فيلم بريطاني لعام 1931 من إخراج البريطاني ليزلي س. هيسكوت واستنادًا إلى مسرحية القهوة السوداء من إنشاء أجاثا كريستي والتي تتميز بظهور المحقق الخاص الشهير هيركيول بوارو. وقد قام بلعب دوره أوستن تريفور ولعب دور الكابتن آرثر هستنغز ريتشارد كوبر

## بطولة
- أوستن تريفور بدور هيركيول بوارو
- أدريان ألين بدور لوسيا أموري
- ريتشارد كوبر بدور الكابتن هستنغز
- إليزابيث ألان بدور باربرا أموري
- فيليب سترينج بدور ريتشارد أموري
- دينو جالفاني بدور الدكتور كارالي
- سي.في فرانس - اللورد إدجوير
- مايكل شيفلي بدور رينور
- ميلفيل كوبر بدور المفتش جاب
- ماري رايت بدور الآنسة أموري

## روابط خارجية
- مقالات تستعمل روابط فنية بلا صلة مع ويكي بيانات